# 100 миллионов евро
«100 миллионов евро» (фр. Les Tuche) — французская комедия режиссёра Оливье Барру 2011 года. Премьера прошла 1 июля 2011 года во Франции, в России 22 марта 2012 года.

## Сюжет
В Бузулье все знают семью Туше: отца семейства — главная цель в жизни которого быть безработным, мать — домохозяйка в мечтах, красавица-дочь, сын-бездельник, младший сын — гений и сумасшедшая-бабушка. Семья стеснена в средствах, но никогда не жалуется на судьбу и находит своё счастье в жареной картошке, которую готовит мать семейства.
Неожиданно мечтания матери, Кати, наконец осуществляются, ведь на протяжении многих лет она играет в лотерею. Семья становится миллионерами. Они продают дом, расплачиваются с кредиторами и уезжают в Монако — туда, где живут одни богачи. Там они покупают шикарный дом, заводят много знакомств с людьми элит-класса.
Тем временем Дональд, младший сын, разрабатывает бизнес. Правда, ему и его партнёру Омару не хватает 80 миллионов евро. Эти деньги есть у семьи. Отец же хочет вложить их в покупку футболистов.

## В ролях
- Жан-Поль Рув — Джефф Туше
- Изабель Нанти — Кати Туше
- Клер Надо — Мама Сьюзи, бабушка
- Тео Фернандес — Дональд Туше
- Сара Стерн — Стефани Туше
- Фадила Белькебла[фр.] — Муна
- Давид Каммено — Омар
- Сами Утальбали — Жан-ва
- Карина Теста — Сальма
- Филипп Лефевр — Бекар
- Ральф Амуссу — Жорж Жак Диуф
- Жером Командор — Герман
- Валери Бенгиги — Клаудия
- Омар Си — Священник Боузоль
- Ги Леклюиз — директор колледжа
- Уго Брюнсвик — Рафаэль
- Кад Мерад — торговец рыбой в Бузоле